# 四郷村 (愛知県)
四郷村（しごうむら）は、愛知県中島郡にかつてあった村。
現在の稲沢市の一部（平成の大合併以前の旧・稲沢市の北西部）に該当する。
村名は、4つの村が合併して成立したことによる。

## 歴史
- 1889年（明治22年）10月1日 - 平村、中野村、山口村、馬場村が合併し発足。
- 1902年（明治35年）10月12日 - 光堂村と合併し光郷村発足。同日四郷村は廃止。